# Jorge Segurado
Jorge de Almeida Segurado ComC • OSE (Santos-o-Velho, Lisboa, 15 de Outubro de 1898 – São Sebastião da Pedreira, Lisboa, 9 de Novembro de 1990) foi um arquiteto português.
Foi um dos pioneiros da implementação da linguagem modernista na arquitetura portuguesa. A partir do final da década de 1930 acompanhou a mudança de rumo associada ao "gosto oficial, neo-tradicional, do Estado Novo, que praticou depois por vários anos", para mais tarde regressar aos princípios do idioma modernista inicial, enformado pelos desenvolvimentos mais recentes da arquitetura internacional.

## Biografia / Obra

Galeria UP, c. 1933

Era filho do engenheiro e funcionário público João Emílio dos Santos Segurado (autor de um conjunto de livros técnicos sobre construção), natural de Santarém (freguesia de Marvila), e de Georgina de Figueiredo de Almeida Segurado, natural de Lisboa (freguesia de Santa Catarina).
Frequentou o Liceu Pedro Nunes. Em 1913 inscreveu-se no Curso Preparatório da Escola de Belas-Artes de Lisboa e em 1918 no Curso Especial de Arquitetura, que concluiu em 1924. 
A 3 de outubro de 1918, casou civilmente em Lisboa com Clotilde da Silva (São Jorge de Arroios, Lisboa, 23 de dezembro de 1901 – Santa Maria dos Olivais, Lisboa, 30 de janeiro de 1984), doméstica, filha de Georgina Emília da Silva, doméstica, natural de Sesimbra.
A sua formação nas Belas-Artes foi marcada por José Luís Monteiro e pelo academismo neoclássico; trabalhou no ateliê de Tertuliano de Lacerda Marques (1883-1942) ainda antes de terminar o curso; trabalhou com Porfírio Pardal Monteiro na Caixa Geral de Depósitos. A sua obra inicial da década de 1920 é marcada pela herança clássica, pela Art Déco e pela Secessão Vienense, evoluindo para uma progressiva simplificação modernizante. É o que acontece no projeto "geométrico e purista" do Liceu Masculino de Coimbra (1929-1931), de que foi coautor (com Carlos Ramos e Adelino Nunes). Data desta época a sua participação no I Salão dos Independentes (SNBA, 1930), incluído num grupo de autores e de obras inovadoras, bem como uma longa viagem que lhe permitiu contactar em direto com a arquitetura modernista europeia. Conhece obras de Walter Gropius na Alemanha e de Dudok na Holanda; em Paris visita a Exposição Colonial Internacional (1931).
Datam dos anos de 1930 os projetos de diversas lojas em Lisboa (Galeria UP, Rua Serpa Pinto; Farmácia Azevedo & Filhos, Rossio; etc.) e os exemplos mais emblemáticos da sua década modernista: Casa da Moeda, considerada "uma das mais interessantes edificações dos anos 30 portugueses"; Liceu D. Filipa de Lencastre, Lisboa (ambos com importante colaboração de António Varela).

Casa da Moeda (maquete)

Com um programa de utilização vasto e complexo que incluía zonas destinadas à indústria e oficinas, a escritórios e equipamentos de apoio, a Casa da Moeda  ocupa a totalidade de um quarteirão ao Arco do Cego, Lisboa. Segurado optou por distribuir as zonas edificadas na periferia, deixando um vasto pátio preencher o espaço interior do quarteirão. O desenho global foi pensado em articulação com uma malha geométrica organizadora; e grande parte do exterior, pontuado por pilares sequenciais a meia esquadria, é revestido com tijolos cerâmicos de cor verde. Vários documentos e publicações da época atestam o impacte que este conjunto teve no meio arquitetónico português.

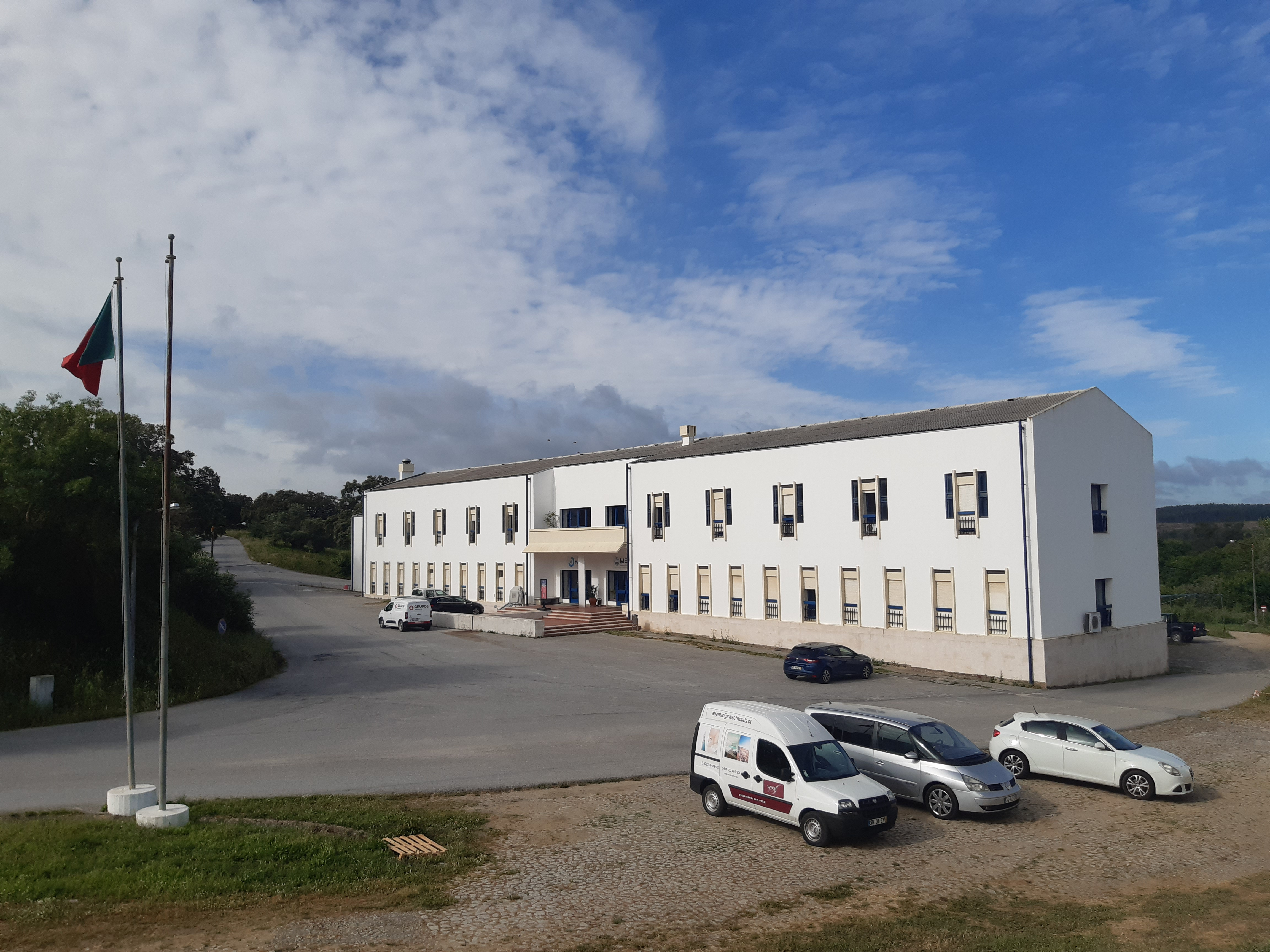
Escola Mitra (2024)

A partir de final da década de 1930 a obra de Jorge Segurado inflete, acompanhando a generalização do estilo oficial do Estado Novo, frequentemente apelidado Português Suave, que determinou o "regresso aos múltiplos formulários neo-conservadores e tradicionalistas". Projeta os pavilhões de Portugal nas Feiras Internacionais de Nova Iorque e S. Francisco (1939) e o núcleo das Aldeias Portuguesas da Exposição do Mundo Português (1940). Entre muitos outros projetos com estas características assinale-se o Colégio de Santa Doroteia (1935-1957), Lisboa, um prédio na Rua Visconde Coriscada, Covilhã (1943), ou a sua própria habitação na Rua de S. Francisco Xavier nº 8, Ajuda, Lisboa – Prémio Valmor 1947.

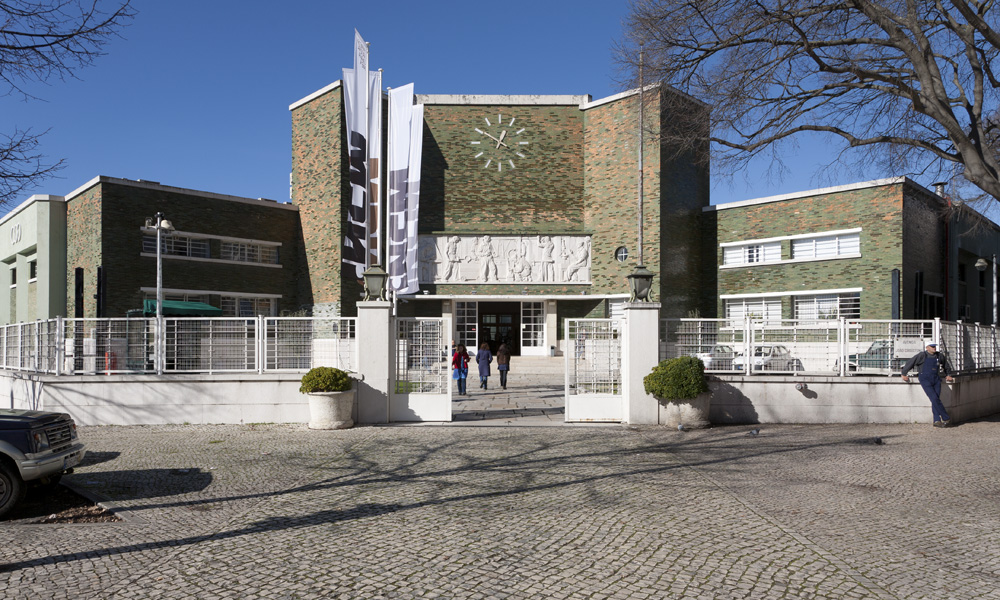
Casa da Moeda

Ao longo das décadas de 1940 e 1950 o seu trabalho alterna as opções claramente modernistas com as de pendor mais tradicional; a oscilação é manifesta na cerca de meia centena de postos de abastecimento que projeta para a Sacor (gosto neo-tradicional em Aljubarrota e de tipo moderno em Vilar Formoso, ambos de 1951). Procura também compatibilizar esses valores formais contrastantes em projetos como o da Estação Agronómica Nacional (1963) e da Fábrica de Fogões Portugal, Oeiras, ou da Pousada de Sagres (1960).
Uma obra do período final, poderosamente moderna, "que brilha desde a sua construção como exemplo dos mais qualificados espaços de habitação plurifamiliar no Bairro de Alvalade", em Lisboa, é a do conjunto dos chamados Blocos Amarelos, na Avenida do Brasil (em associação com o seu filho, João Carlos Segurado), onde é claro o desejo de aproximação às propostas da Carta de Atenas e do urbanismo internacional mais recente.
Em paralelo com a prática da arquitetura dedicou-se à investigação e aos temas de história da arte e da arquitetura portuguesa (séculos XV e XVI; século XX); foi também autor de obras literárias e artísticas, tendo realizado uma exposição de desenho e pintura na Galeria Diário de Notícias, Lisboa (1983).
A 4 de Março de 1941 foi feito Oficial da Ordem Militar de Sant'Iago da Espada e a 16 de Junho de 1948 foi feito Comendador da Ordem Militar de Cristo.
Entre os seus parentes arquitetos destacam-se: José de Almeida Segurado (1913-1988) e José Maria Segurado (1923-2011)  e João Carlos Segurado.
Morreu a 9 de novembro de 1990, na freguesia de São Sebastião da Pedreira, em Lisboa.

## Alguns projectos e obras
- 1929-30 – Liceu Júlio Henriques (atual Escola Secundária José Falcão), Coimbra (com Carlos Ramos e Adelino Nunes; construída em 1931-41).
- 1932-38 – Liceu D. Filipa de Lencastre, Lisboa (com António Varela).
- 1933 – Galeria UP, Rua Serpa Pinto 28-30, Lisboa.
- 1933-37 – Farmácia Azevedo & Filhos, Rossio, Lisboa.
- 1934-38 – Casa da Moeda, Lisboa.
- 1935-1957 – Colégio de Santa Doroteia, Lisboa.
- 1936-37 – Casa-clínica do Dr. Indiveri Collucci, Rua de Lino D’Assunção, Paço de Arcos.
- 1939 – Pavilhões de Portugal nas Feiras Internacionais de Nova Iorque e S. Francisco, EUA.
- 1940 – Núcleo das Aldeias Portuguesas, Exposição do Mundo Português, Lisboa.
- 1939 – Edifícios da Edifício da Escola de Regentes Agrícolas, Mitra, Évora.
- 1942 – Edifícios da Estação de Melhoramento de Plantas, Elvas.
- 1944 – Estúdios da Tóbis Portuguesa, Alameda das Linhas de Torres, 144, Lisboa.
- 1947 – Casa Própria na Rua S. Francisco Xavier, 8, Lisboa – Prémio Valmor, 1947.[18] (a casa da foto é a Casa de José Malhoa -Prémio Valmor 1905, e não a casa do arqª J. Segurado) (esta é a casa verdadeira: http://www.cm-lisboa.pt/equipamentos/equipamento/info/moradia-na-rua-sao-francisco-xavier-8)
- 1952 - Moradia do Editor Valentim de Carvalho, na Rua de Alcolena 25, Lisboa
- 1953 - Conjunto Urbano do cruzamento entre a Av. EUA e a Av. de Roma (Bloco do Vavá)
- 1953-67 – Edifícios da Estação Agronómica Nacional, Oeiras.
- 1953-60 – Edifício da Estação Agrária, Tavira. [19]
- 1957 – Conjunto habitacional para o Montepio Geral, Av. do Brasil, 112-132, Lisboa.
- 1960 – Pousada do Infante D. Henrique, Sagres.

### Liceu Dona Filipa de Lencastre

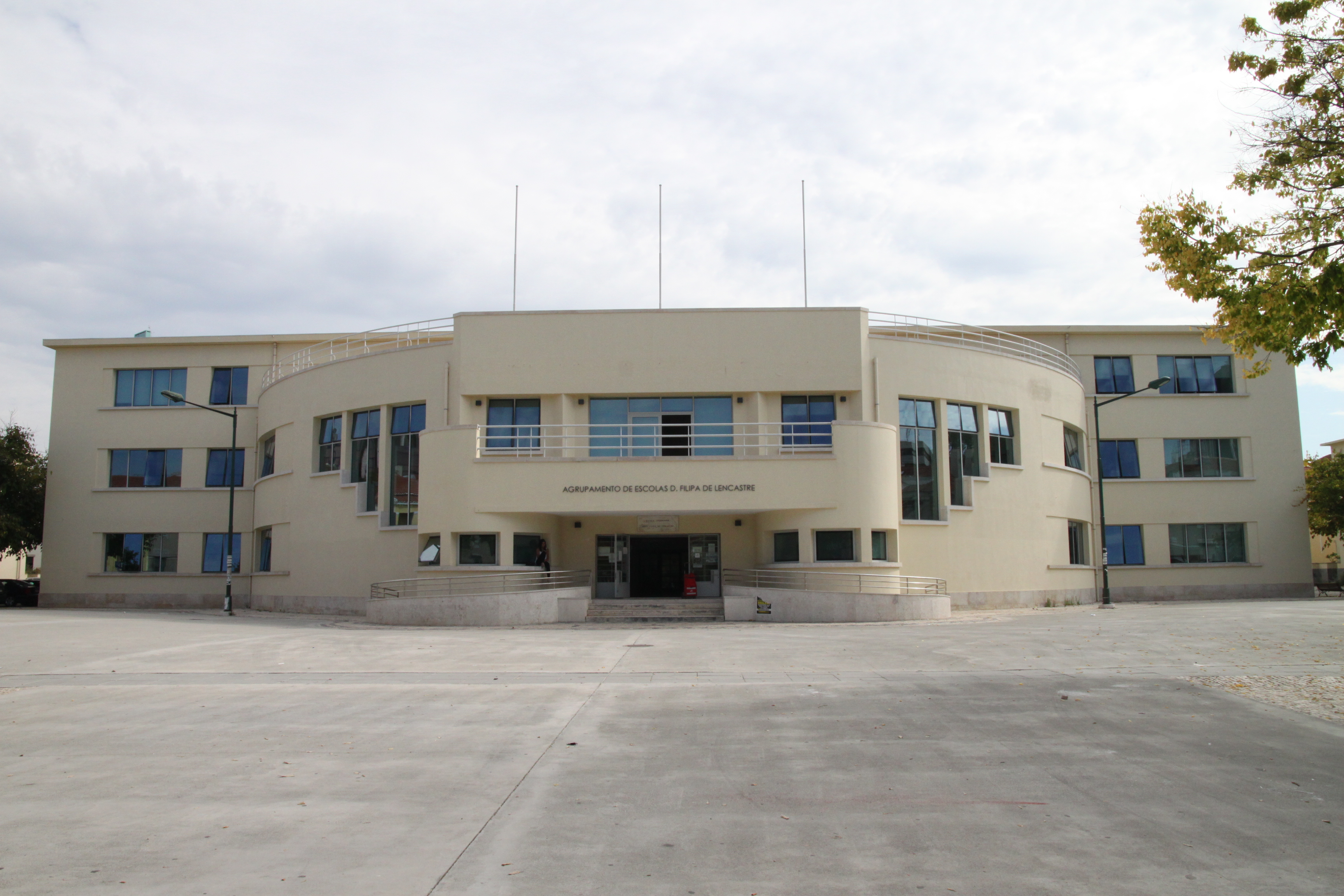
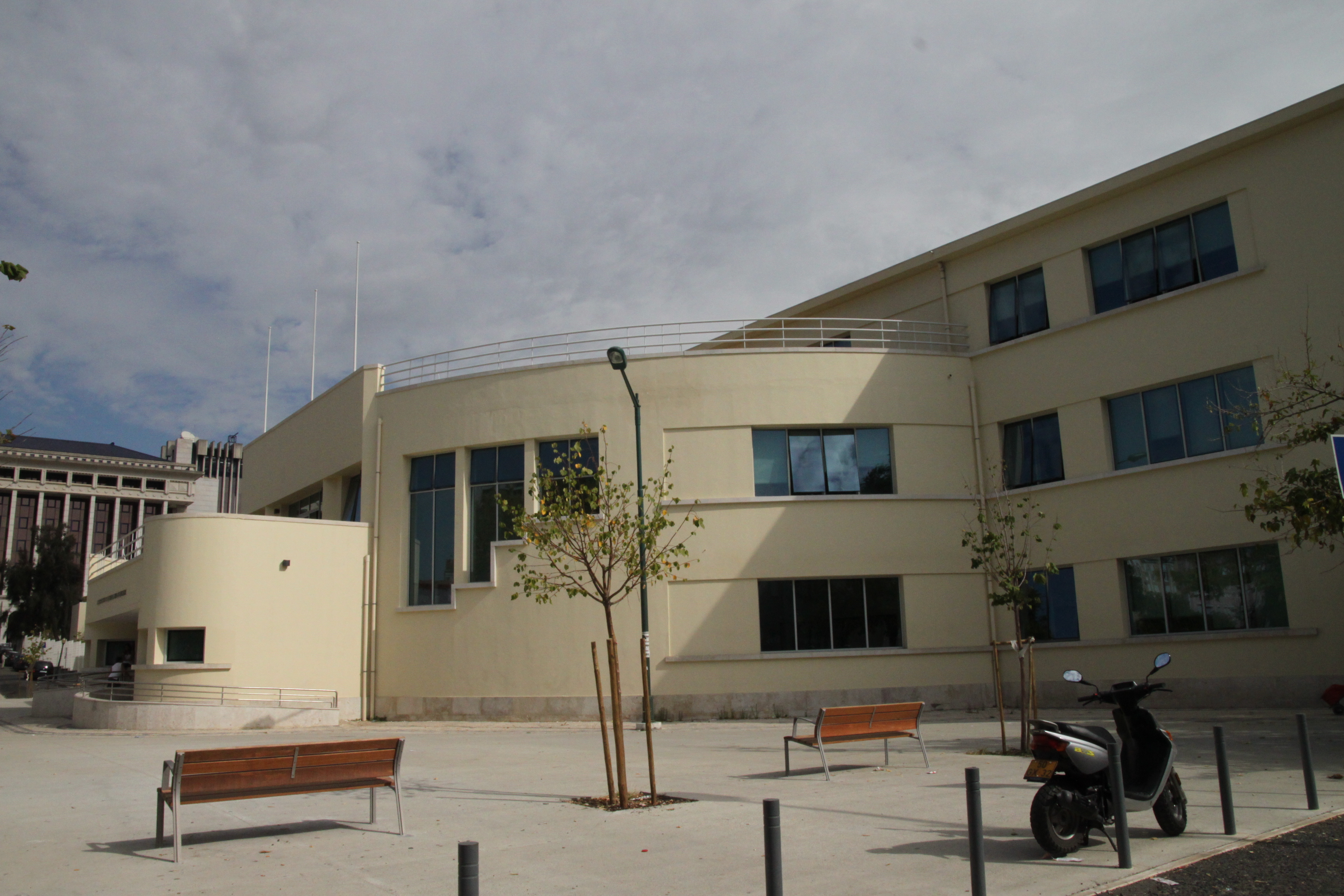

### Casa da Moeda

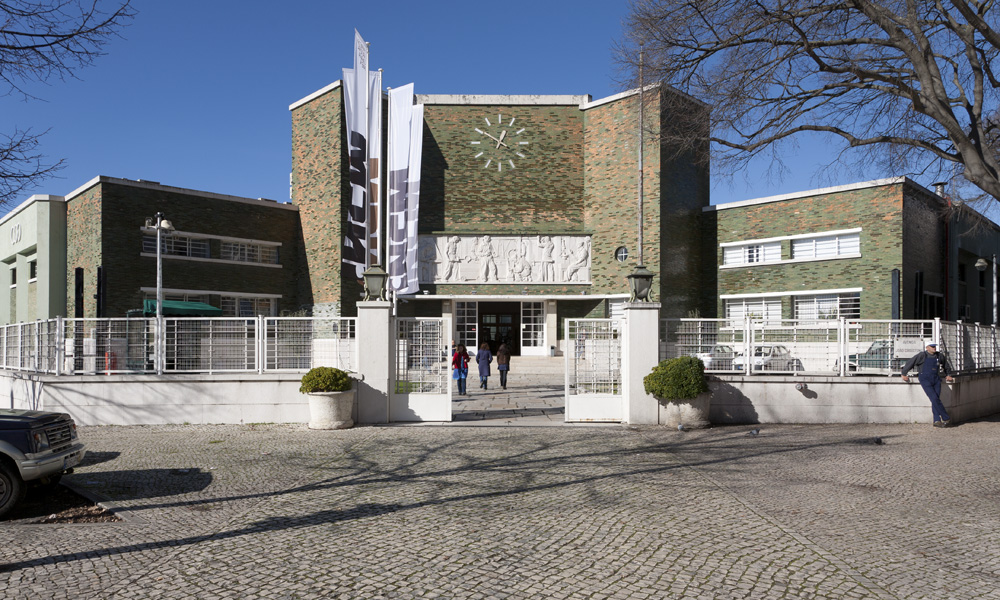
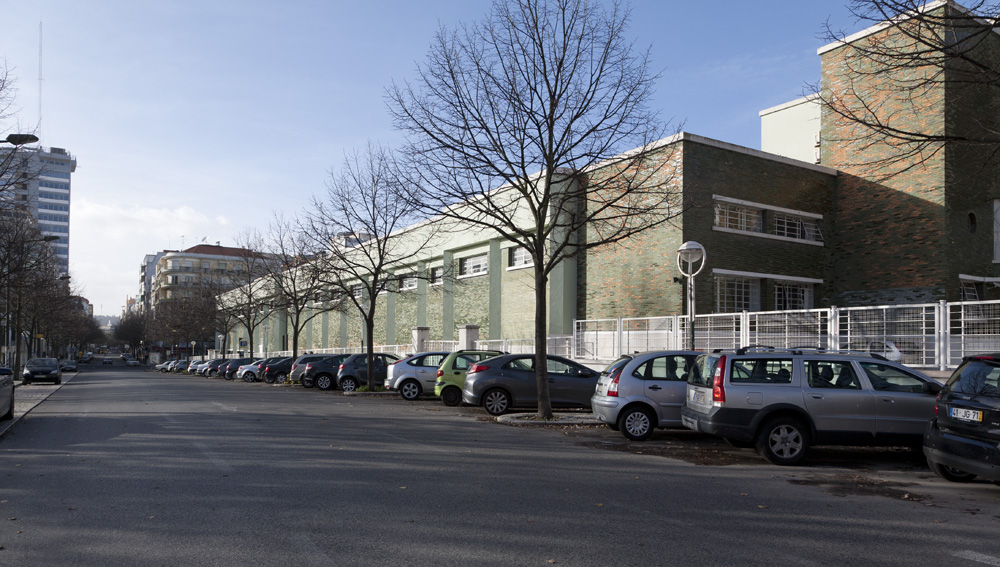
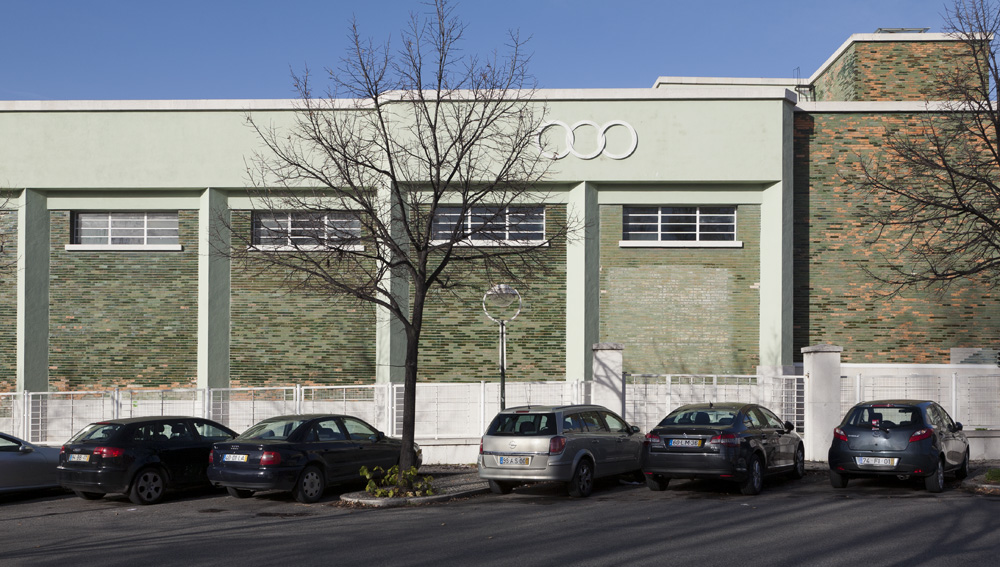
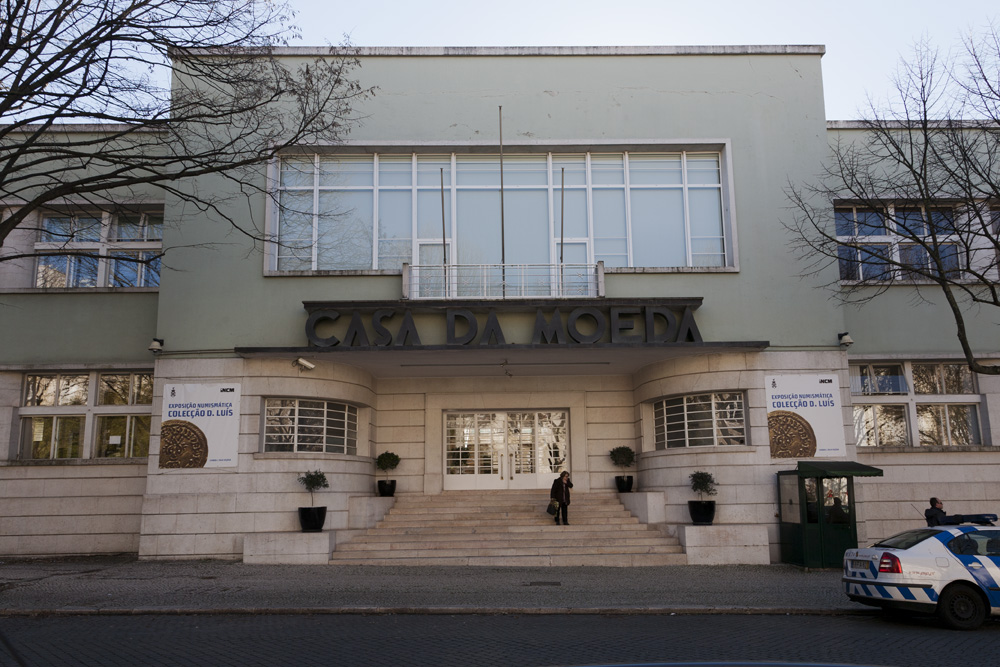

### Colégio de Santa Doroteia

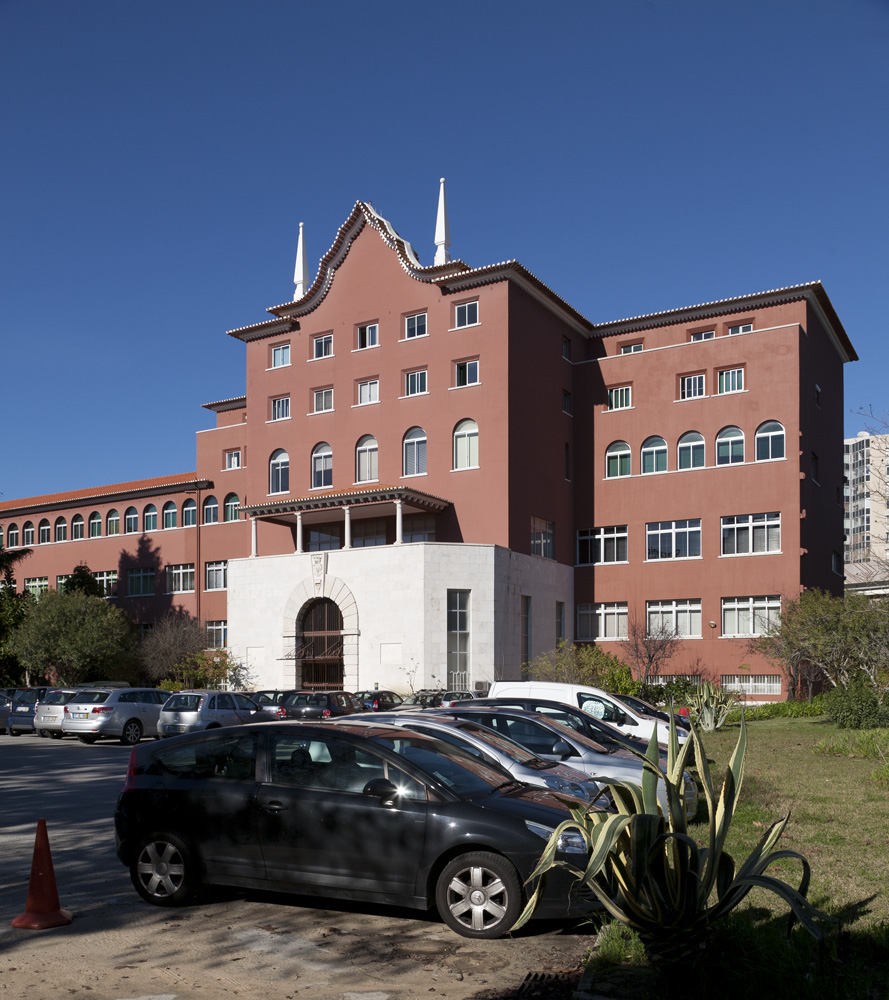

### Pavilhão de Portugal, Feira Internacional de Nova Iorque

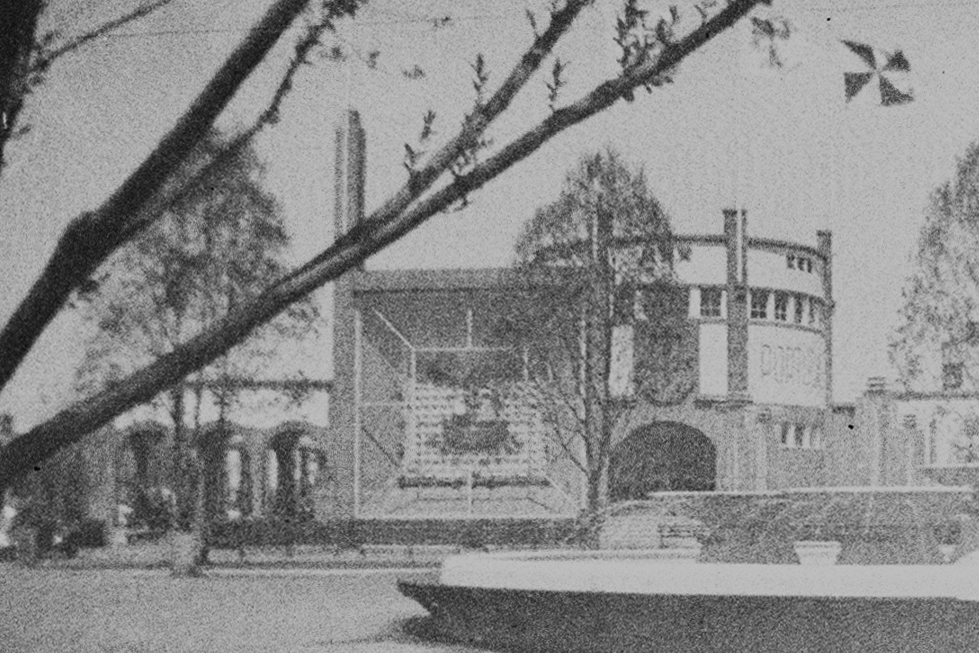
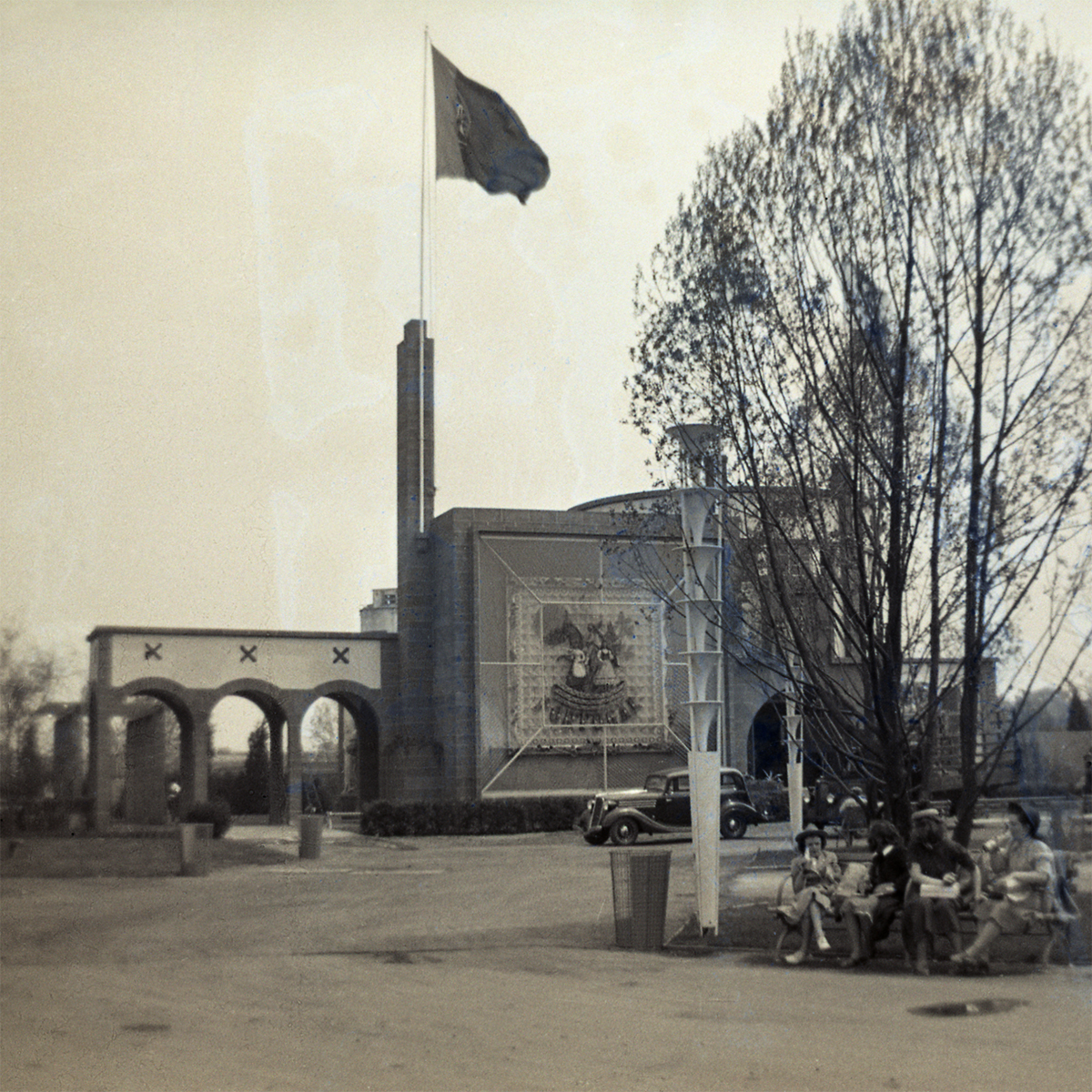

### Blocos Habitacionais, Av. do Brasil

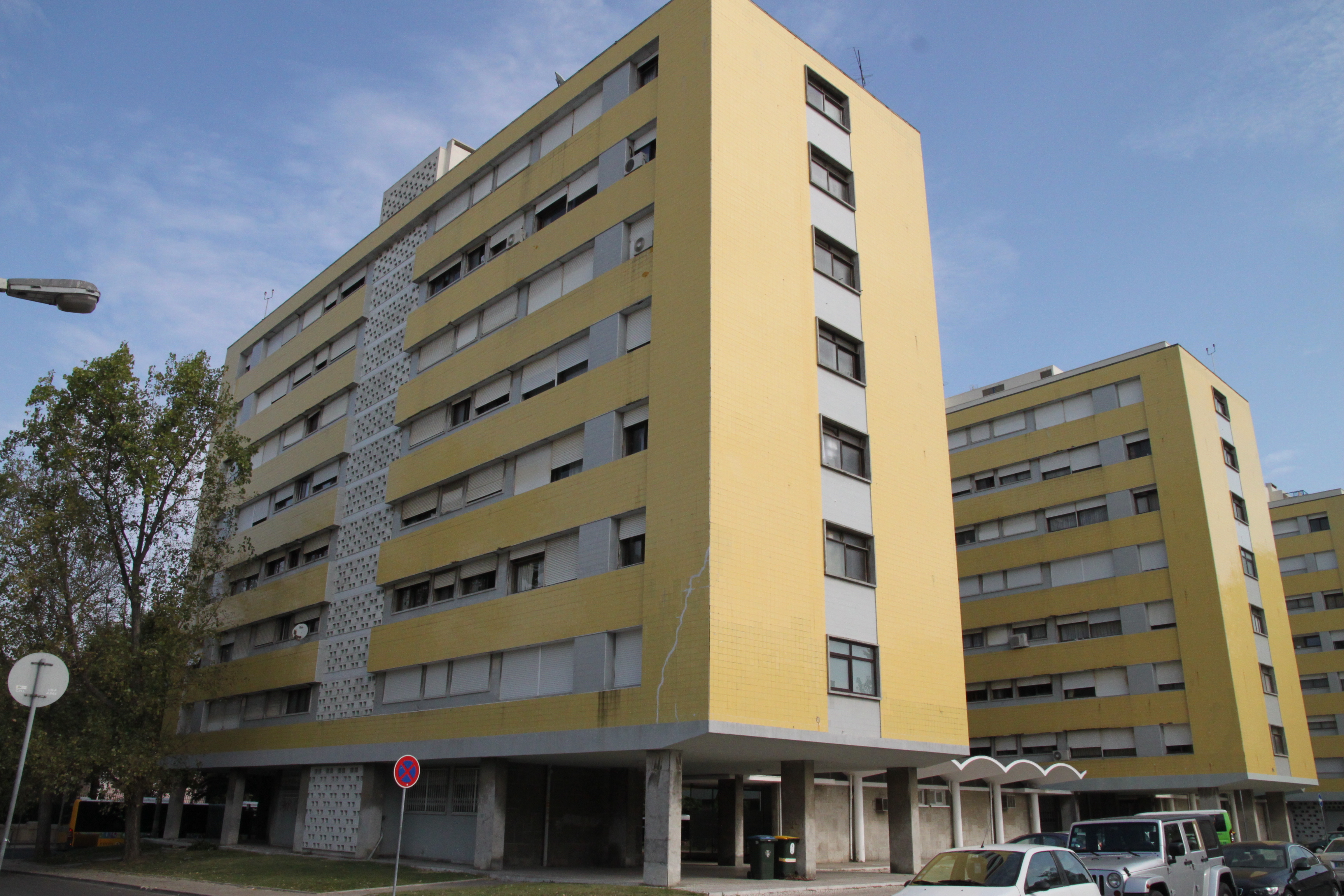
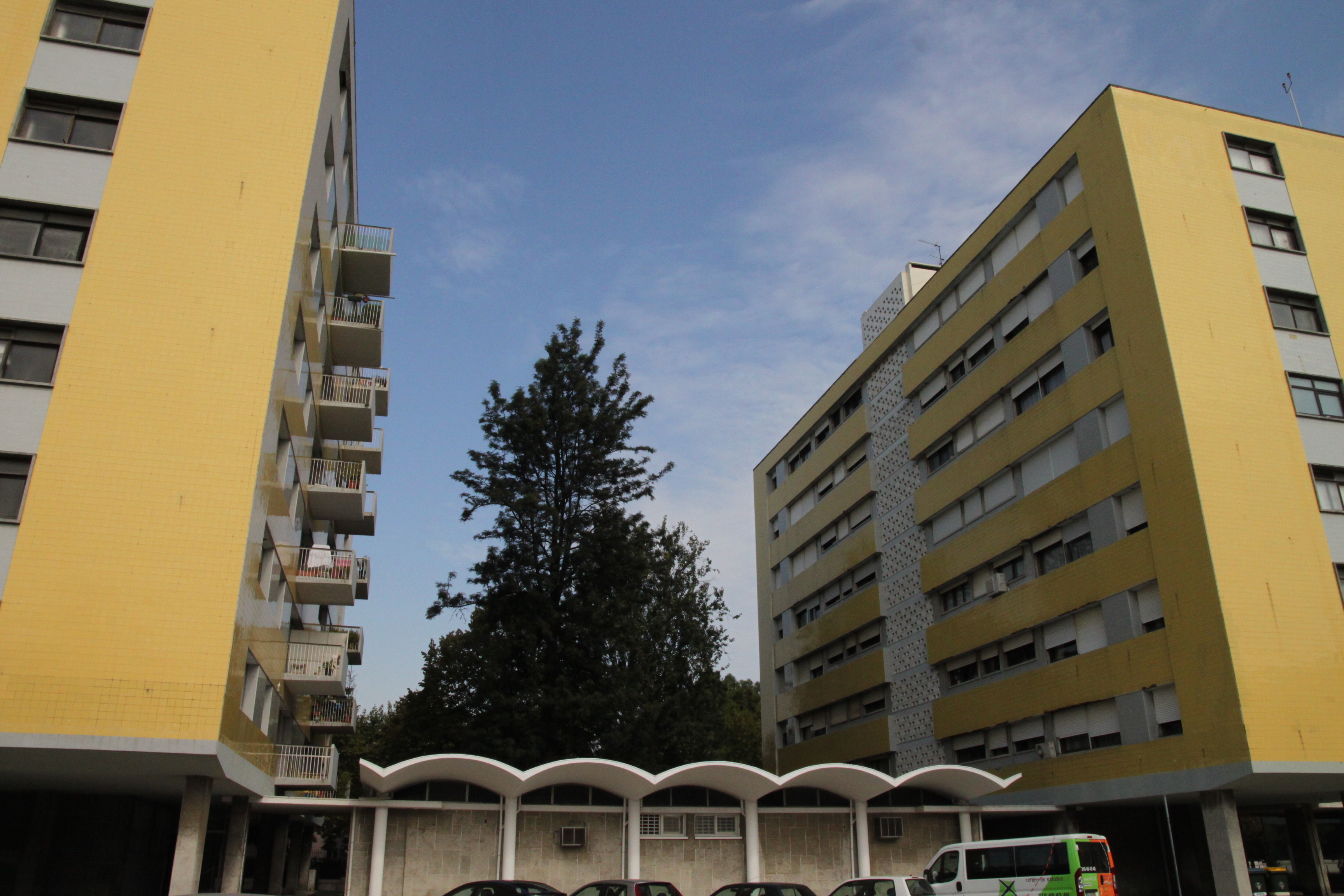